# Ralph Leo Hayes
Ralph Leo Hayes (Pittsburgh, 21 settembre 1884 – Davenport, 5 luglio 1970) è stato un vescovo cattolico statunitense.

## Biografia
Monsignor Ralph Leo Hayes nacque a Pittsburgh il 21 settembre 1884 da Patrick Nagle Hayes e Mary Jane (nata O'Donnell).

### Formazione e ministero sacerdotale
Studiò alle superiori e all'università all'Holy Ghost College, oggi Università Duquesne. Da studente giocò nelle squadre di calcio, basket e baseball. Praticò quest'ultimo sport in una squadra semi-professionistica. Compì gli studi per il sacerdozio presso il Pontificio collegio americano del Nord e la Pontificia Università Urbaniana a Roma.
Il 19 settembre 1909 fu ordinato presbitero per la diocesi di Pittsburgh dal cardinale Pietro Respighi. Inizialmente prestò servizio in una parrocchia prima di entrare nell'ufficio missionario diocesano di cui in seguito divenne direttore. Dal 1917 al 1925 fu sovrintendente delle scuole della diocesi di Pittsburgh. Trascorse poi sette anni come parroco della parrocchia di Santa Caterina di Siena a Pittsburgh facendo ciò che definì "il vero lavoro da sacerdote".

### Ministero episcopale
Il 23 giugno 1933 papa Pio XI lo nominò vescovo di Helena. Ricevette l'ordinazione episcopale il 21 settembre successivo dal vescovo di Pittsburgh Hugh Charles Boyle, coconsacranti il vescovo di Springfield in Illinois James Aloysius Griffin e quello di Nashville Alphonse John Smith. Entrambi i coconsacranti furono suoi compagni di classe a Roma.  Servì come vescovo per due anni.
Il 26 ottobre 1935 papa Pio XI lo nominò vescovo titolare di Geropoli e rettore del Pontificio collegio americano del Nord. Con l'inizio della seconda guerra mondiale, papa Pio XII decise di chiudere temporaneamente i seminari nazionali romani e monsignor Hayes tornò a Pittsburgh. In diocesi, monsignor Hayes continuò a occuparsi delle questioni finanziarie e di altri affari relativi al collegio. Inoltre assistette il vescovo Hugh Charles Boyle nelle sue responsabilità episcopali.
Il 16 novembre 1944 papa Pio XII lo nominò vescovo di Davenport. Prese possesso della diocesi l'11 gennaio successivo. Il 30 aprile 1958 lo stesso pontefice lo nominò Assistente al Soglio Pontificio.
I suoi 22 anni di episcopato a Davenport videro un'espansione delle strutture scolastiche in tutta la diocesi. Furono infatti istituite: la Muscatine Central Catholic High School (oggi chiusa) a Muscatine (1953), la Notre Dame High School a Burlington (1957), la Regina High School a Iowa City (1958), la Assumption High School a Davenport (1958), la Aquinas High School (oggi Holy Trinity) di Fort Madison (1959), la Walsh High School (oggi chiusa) a Ottumwa (1960) e la Cardinal Stritch High School (oggi chiusa) a Keokuk (1965). Molte di queste comunità erano servite da scuole parrocchiali, mentre la nuova scuola superiore di Davenport fu il risultato della fusione della St. Ambrose e della Immaculate Conception. Furono ampliate anche il Saint Ambrose College di Marycrest e il Mount Saint Claire College. I quattro vescovi dell'Iowa inoltre costituirono il seminario "San Bernardo" a Dubuque.

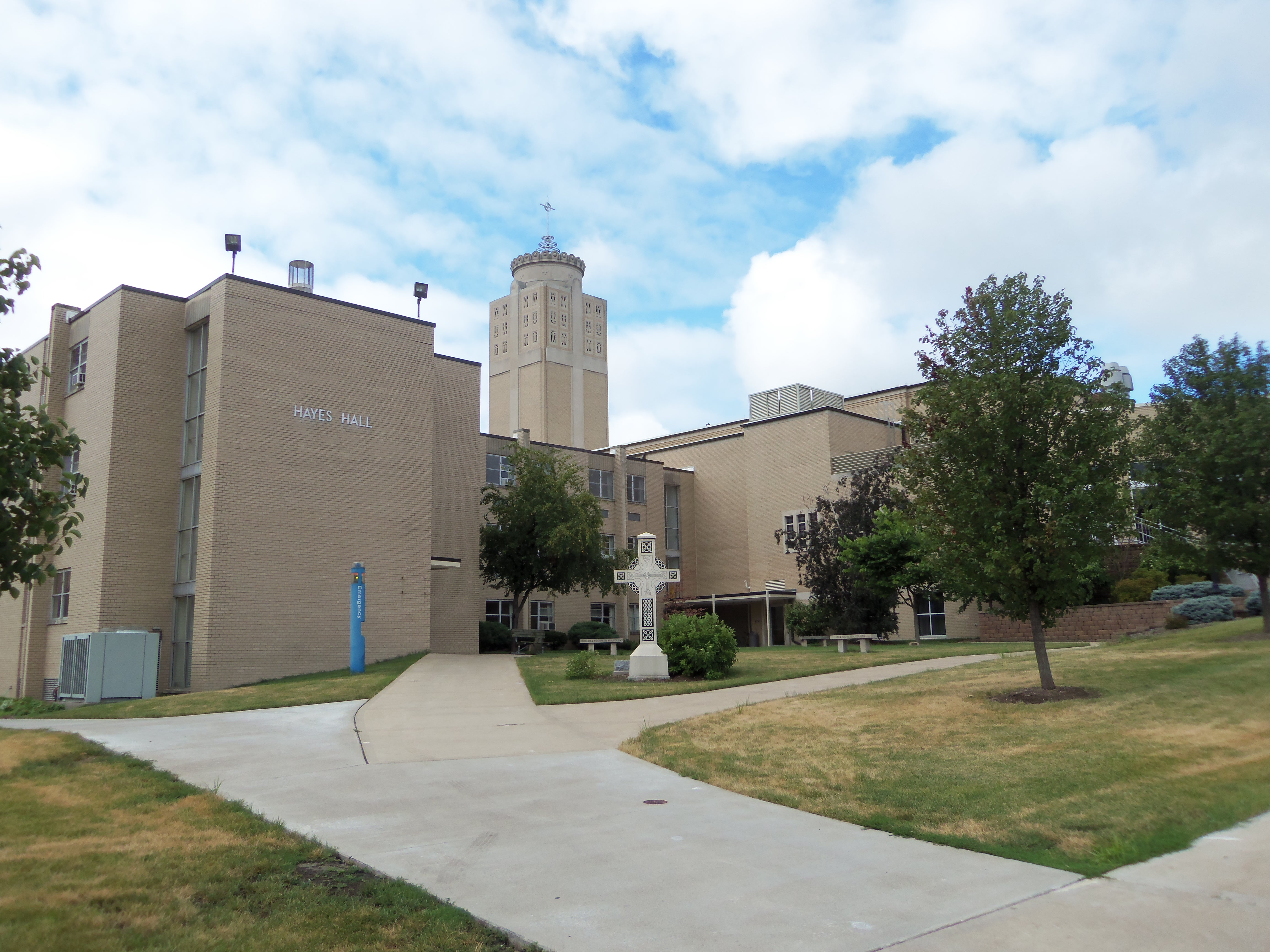
La Hayes Hall (a sinistra) e la cappella di Cristo Re presso l'Università Saint Ambrose a Davenport. La cappella venne realizzata durante l'episcopato di monsignor Hayes.

L'iscrizione alle scuole cattoliche raggiunse il numero più elevato durante l'episcopato di monsignor Hayes. Le iscrizioni alle scuole elementari raggiunsero il loro picco nel 1960 con 12 074 alunni. Le scuole superiori raggiunsero il loro massimo numero di iscritti nel 1965 con 4 129 studenti.
Ci fu un'espansione anche nelle strutture per la cura degli anziani. La Kahl Home for the Aged and Infirmed a Davenport, gestita dalle Suore carmelitane per gli anziani e gli infermi, realizzò un nuovo edificio. Furono istituite nuove strutture a Burlington (Saint Francis) e a Clinton (Alverno).
La dottrina sociale della Chiesa fu un tema ricorrente nell'episcopato di monsignor Hayes. Una conferenza di quattro giorni sponsorizzata dal Consiglio nazionale del welfare cattolico si svolse a Davenport nel 1949. Si concentrò sui temi dell'industria, dell'istruzione e della vita rurale. Dal 1954 al 1956 il vescovo Hayes fu presidente della Conferenza nazionale cattolica per la vita. La sua assemblea nazionale si tenne a Davenport nel 1956. Nel febbraio 1961 furono istituiti i Papal Volunteers of Latin America, in risposta a un appello di papa Giovanni XXIII. Padre Luis Colonnese, che sarebbe diventato poi direttore dell'Ufficio latino-americano della Conferenza episcopale ne divenne l'incaricato. La raccolta di fondi era guidata dai Cavalieri di Colombo e da Johnny Lujack, responsabile speciale. Per la maggior parte, i missionari della diocesi si recarono a Cuernavaca, in Messico, e a Ponce, a Porto Rico. Nel 1964 il Consiglio interrazziale cattolico di Davenport creò il Premio Pacem in Terris per la pace e la libertà in ricordo dell'enciclica di papa Giovanni XXIII Pacem in terris .
Monsignor Hayes partecipò a tutte e quattro le sessioni del Concilio Vaticano II. Era il più anziano vescovo statunitense. Il Catholic Messenger pubblicò integralmente i decreti del concilio. Il rinnovamento liturgico nella diocesi era di fatto già in corso sotto la direzione del reverendo Cletus Madsen. Negli anni '50 egli aveva lavorato alla riforma della musica liturgica nella diocesi promuovendo la sostituzione della musica devozionale più sentimentale con la musica liturgica e coinvolgendo i laici. Sostenne anche l'insegnamento ai bambini del canto gregoriano in modo da guidare l'intera congregazione nel canto. Sotto la direzione del vescovo Hayes venne creato anche un senato di sacerdoti nella diocesi.
Nel suo 82º compleanno, il 21 settembre 1966, monsignor Hayes presentò le sue dimissioni alla Santa Sede ai sensi del decreto conciliare Christus Dominus. Le sue dimissioni furono le prime accettate da papa Paolo VI.  Il 20 ottobre 1966 venne infatti nominato vescovo titolare di Naraggara e lasciò il governo pastorale della diocesi. Si ritirò presso la Kahl Home for the Aged and Infirmed di Davenport.
Morì presso la Kahl Home for the Aged and Infirmed di Davenport il 5 luglio 1970 all'età di 85 anni. Le esequie si tennero nella cattedrale del Sacro Cuore di Davenport. È sepolto nel recinto dei vescovi del Mount Calvary Catholic Cemetery di Davenport.
Gli sono intitolate la Hayes Hall, l'ex edificio del seminario e oggi struttura accademica dell'Università Saint Ambrose di Davenport, e la Bishop Hayes School di Muscatine.

## Genealogia episcopale
La genealogia episcopale è:
- Cardinale Scipione Rebiba
- Cardinale Giulio Antonio Santori
- Cardinale Girolamo Bernerio, O.P.
- Arcivescovo Galeazzo Sanvitale
- Cardinale Ludovico Ludovisi
- Cardinale Luigi Caetani
- Cardinale Ulderico Carpegna
- Cardinale Paluzzo Paluzzi Altieri degli Albertoni
- Papa Benedetto XIII
- Papa Benedetto XIV
- Cardinale Enrico Enriquez
- Arcivescovo Manuel Quintano Bonifaz
- Cardinale Buenaventura Córdoba Espinosa de la Cerda
- Cardinale Giuseppe Maria Doria Pamphilj
- Vescovo Louis-Guillaume-Valentin Dubourg, P.S.S.
- Vescovo Joseph Rosati, C.M.
- Arcivescovo Peter Richard Kenrick
- Arcivescovo Patrick John Ryan
- Arcivescovo John Francis Regis Canevin
- Vescovo Hugh Charles Boyle
- Vescovo Ralph Leo Hayes